# Clase lateral
En matemáticas, sea G un grupo, H un subgrupo de G y g es un elemento cualquiera de G, entonces:
gH = {gh : h un elemento de H } es una clase lateral izquierda de H en G y
Hg = {hg : h un elemento de H } es una clase lateral derecha de H en G.
Solo en el caso de que H sea un subgrupo normal coincidirán las clases laterales derecha e izquierda de H, lo cual constituye precisamente una de las definiciones de la condición de normalidad de un subgrupo.
Una clase lateral es una clase lateral izquierda o derecha de algún subgrupo de G. Puesto que Hg = g ( g−1Hg ), las clases laterales derechas Hg (de H ) y las clases laterales izquierdas g ( g−1Hg ) (del subgrupo conjugado g−1Hg ) coinciden. Por tanto, no tiene ningún sentido afirmar que una clase lateral es izquierda o derecha sin antes especificar el subgrupo al que corresponden. En otras palabras: la clase lateral derecha de un subgrupo es igual a la clase lateral izquierda de otro subgrupo (conjugado) diferente. El que una cierta clase lateral sea una clase lateral derecha o izquierda dependerá de qué subgrupo se utilice.
Si estamos trabajando con un grupo abeliano, o con un grupo que se exprese con notación aditiva, la notación utilizada para las clases laterales cambia, empleándose g+H y H+g, respectivamente.

## Ejemplos
El grupo cíclico aditivo Z4 = {0, 1, 2, 3} = G tiene un subgrupo H = {0, 2} (isomórfico de Z2). Las clases laterales izquierdas H en G son
0 + H = {0, 2} = H
1 + H = {1, 3}
2 + H = {2, 0} = H
3 + H = {3, 1}.
Existen, por tanto, dos clases laterales diferentes: el propio H y 1 + H = 3 + H. Observe que todo elemento de G pertenece a H o a 1 + H, es decir, H ∪ (1 + H ) = G, de modo que las distintas clases laterales de H en G forman una partición de G. Puesto que Z4 es un grupo abeliano, las clases laterales derechas son idénticas a las izquierdas.
Otro ejemplo de clase lateral surge de la teoría de los espacios vectoriales. Los elementos (vectores) de un espacio vectorial forman un grupo abeliano al dotarles de la operación de suma vectorial. No resulta difícil demostrar que los subespacios de un espacio vectorial son subgrupos de dicho grupo. Para un espacio vectorial V, un subespacio W y un vector fijo a perteneciente a V, los conjuntos

{\displaystyle \{x\in V\colon x=a+n,n\in W\}}
se denominan subespacios afines y son clases laterales (tanto izquierdas como derechas, dado que el grupo es abeliano). En términos de vectores geométricos, estos subespacios afines son todas las "líneas" o "planos" paralelos al subespacio, que es una línea o plano que pasa a través del origen.

## Propiedades generales
gH es un subconjunto de H si y sólo si g es un elemento de H, dado que como H es un subgrupo, debe forzosamente ser cerrado y contener el elemento identidad. 
Para todo par de clases laterales izquierdas de H en G, dichas clases laterales son idénticas o disjuntas - es decir, las clases laterales izquierdas forman una partición de G tal que todo elemento de G pertenece a una y solo una clase lateral izquierda. En particular, el elemento identidad pertenecerá a sólo una de las clases laterales, y dicha clase lateral será el propio H; asimismo, esa será la única clase lateral con estructura de subgrupo. Podemos comprobar este hecho fácilmente en los ejemplos anteriores. 
Las clases laterales izquierdas de H en G son las clases de equivalencia inducidas en G por la relación de equivalencia definida por x ~ y si y sólo si x -1y ∈ H.
Podemos afirmar enunciados similares para las clases laterales derechas.
Un representante de una clase lateral es un representante en el sentido tradicional al hablar de clases de equivalencia. A un conjunto de representantes de todas las clases laterales se le denomina transversal.  Hay otro tipos de relaciones de equivalencia en un grupo, como la conjugación, que forman clases distintas, que no exhiben las propiedades que aquí hemos indicado.

### Índice de un subgrupo
Todas las clases laterales izquierdas y derechas tienen el mismo orden (número de elementos, o cardinalidad en el caso de un H infinito), igual al orden de H (porque el propio H es una clase lateral). Además, el número de clases laterales izquierdas es igual al número de clases laterales derechas y se denomina índice de H en G, que se escribe [G : H ]. El teorema de Lagrange nos permite calcular el índice en el caso de que G y H sean finitos, aplicando la fórmula:
|G | = [G : H ] • |H |.
Esta ecuación se cumple también en el caso de que los grupos sean infinitos, aunque el significado pueda ser menos claro.

### Clases laterales y normalidad
Si H no es normal en G, entonces sus clases laterales izquierdas difieren de sus clases laterales derechas. Es decir, existe un a perteneciente a G tal que ningún elemento b satisface la igualdad aH = Hb. Eso quiere decir que la partición de G en el conjunto de las clases laterales izquierdas de H es distinta de la partición de G en el conjunto de las clases laterales derechas de H. (Es importante observar que algunas clases laterales pueden coincidir. Por ejemplo, si a pertenece al centro de G, entonces aH = Ha.)
Por otro lado, el subgrupo N es normal si y sólo si gN = Ng para todo elemento g de G. En este caso, el conjunto de todas las clases laterales forma un grupo denominado grupo cociente G /N, estando la operación ∗ definida por (aN )∗(bN ) = abN. Puesto que en este caso toda clase lateral derecha es, a su vez, una clase lateral izquierda, no hay ninguna necesidad de diferenciar las "clases laterales izquierdas" de las "clases laterales derechas".